# Amelungsburg (Süntel)
Die Amelungsburg ist eine frühere Wallburg, die sich auf dem Amelungsberg im Höhenzug Süntel im deutschen Bundesland Niedersachsen befindet. Das Areal der Wallburg gehört zum Gemeindegebiet von Hessisch Oldendorf im Landkreis Hameln-Pyrmont. Es liegt vollständig im Naturschutzgebiet Hohenstein.

## Beschreibung
Die rund 15 ha große Höhenburganlage liegt bei 325 m auf dem rund 900 Meter langen und 300 Meter breiten Plateau des Amelungsberg, das nach allen Seiten steil abfällt. Die Befestigungsanlage bestand aus einem Wall an zwei Seiten des Geländes mit einer Länge von rund 1000 Meter. Er hat heute eine Höhe von etwa 1,5 Meter und ist bis zu 4 Meter breit. An den anderen beiden Seiten haben sich nur geringe Wallspuren erhalten. Reste eines früheren Torzugangs fanden sich auf der Südostseite des Plateaus knapp 70 Meter westlich des heutigen Durchbruchs.
Unterhalb der Anlage verläuft ein rund 300 Meter langer Vorwall mit Graben, der ebenfalls einen Durchlass aufweist. Der Wall hat eine Breite von rund 7 Metern und ist bis zu 2 Meter hoch. Der vorgelagerte Graben ist rund 4 Meter breit und noch einen Meter tief.

## Ausgrabungen
In den Jahren 1954 und 1955 sowie 2005 fanden Ausgrabungen auf dem Gelände statt. Dabei wurde festgestellt, dass im Wall eine Trockenmauer von etwa 3 Meter Breite und bis zu 2,5 Meter Höhe vorhanden war. Aufgefundene Tierknochen, die als Abfälle der eingesetzten Arbeitskräfte angesehen wurden, ließen sich mittels der C14-Methode auf die Zeit um 400 v. Chr. datieren. Etwa 300 Fundstücke, darunter Werkzeuge, eiserne Wagenteile und Radreifen, ließen sich der Latènezeit zuordnen. Der Vorwall ließ sich durch ein Keramikgefäß in das 8. Jahrhundert datieren. Fundstücke aus sächsischer Zeit aus dem Innenraum der Burg bestanden aus zwei Fibeln, Reitsporen, eine Axt, ein Messer und eine Lanzenspitze. Auf die Anwesenheit von Metallhandwerkern weisen Ambosse,  Hämmer und Bronzeschrott hin.

## Geschichte
Die Befestigungsanlage entstand nach Aussage der Ausgrabungsergebnisse in der vorrömischen Eisenzeit, wobei die Archäologen von einer Bauzeit von bis zu 6 Wochen ausgehen. Der Hauptwall wurde um 400 v. Chr. aufgeschüttet. Diese Nutzungsphase dauerte mindestens bis in die Mitte des 3. Jhs. v. Chr. 
Im 8. Jahrhundert ist die Burg wieder reaktiviert worden. Ein weiterer Ausbau der Anlage durch die Anlage des Vorwalls während der Sachsenkriege Karls des Großen ist anzunehmen. Im Süntel wurde 782  unter der Führung des Sachsenherzogs Widukind ein fränkisches Heer vernichtend geschlagen, was zum Blutgericht zu Verden führte. Die Amelungsburg kommt wegen der wenigen Waffenfunde nicht als Schlachtfeld infrage, könnte aber in die Gesamtstrategie der Sachsen einbezogen worden sein.

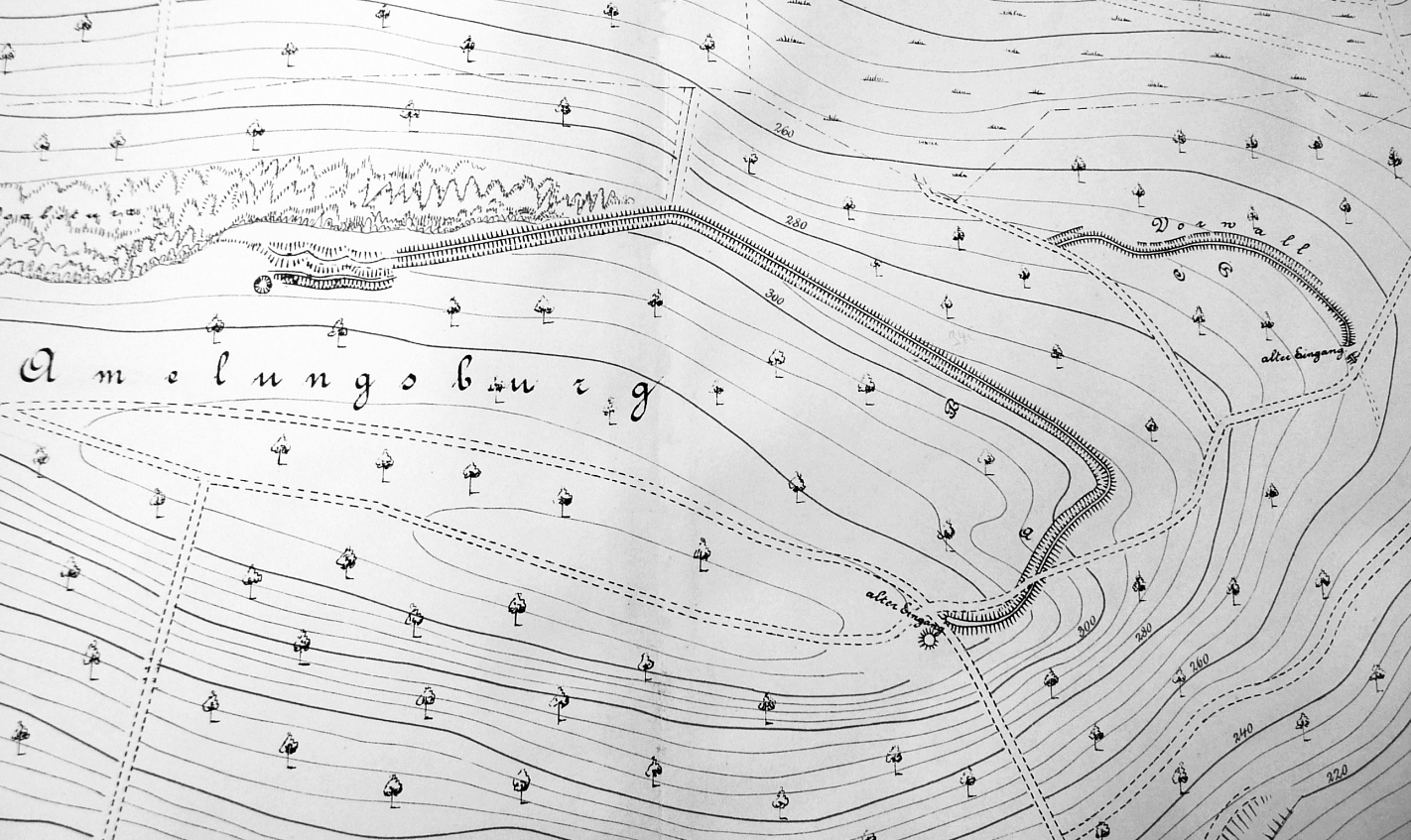
Lageskizze von Carl Schuchhardt um 1900
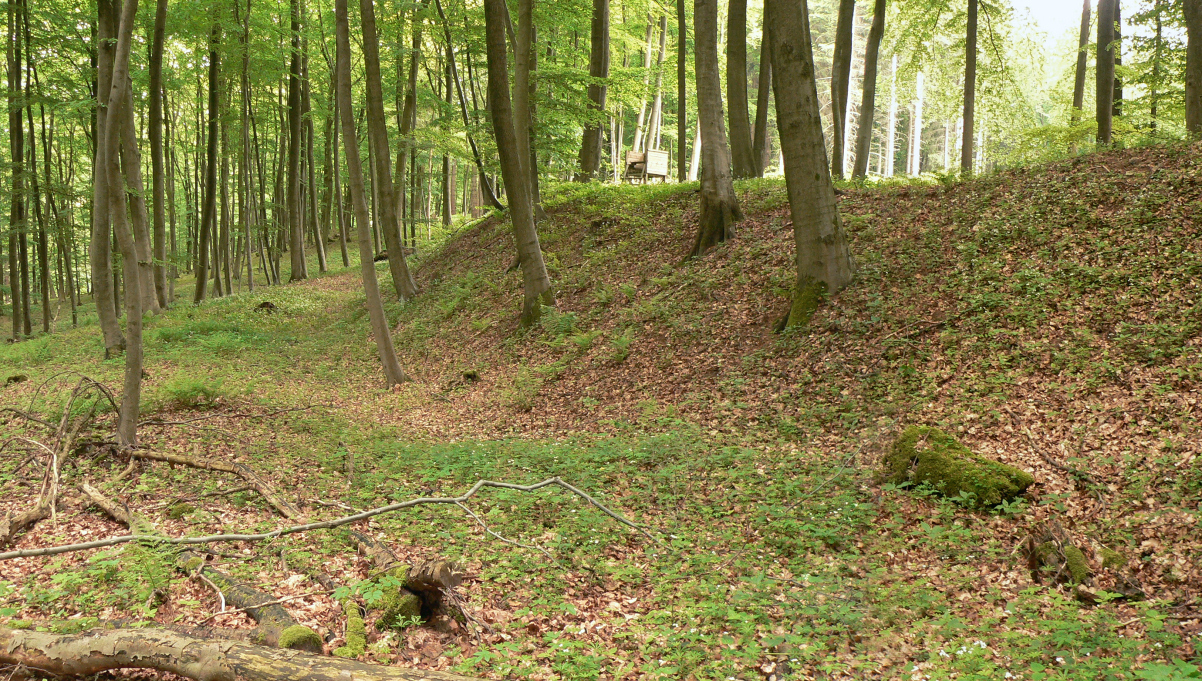
Vorwall im unteren Bereich
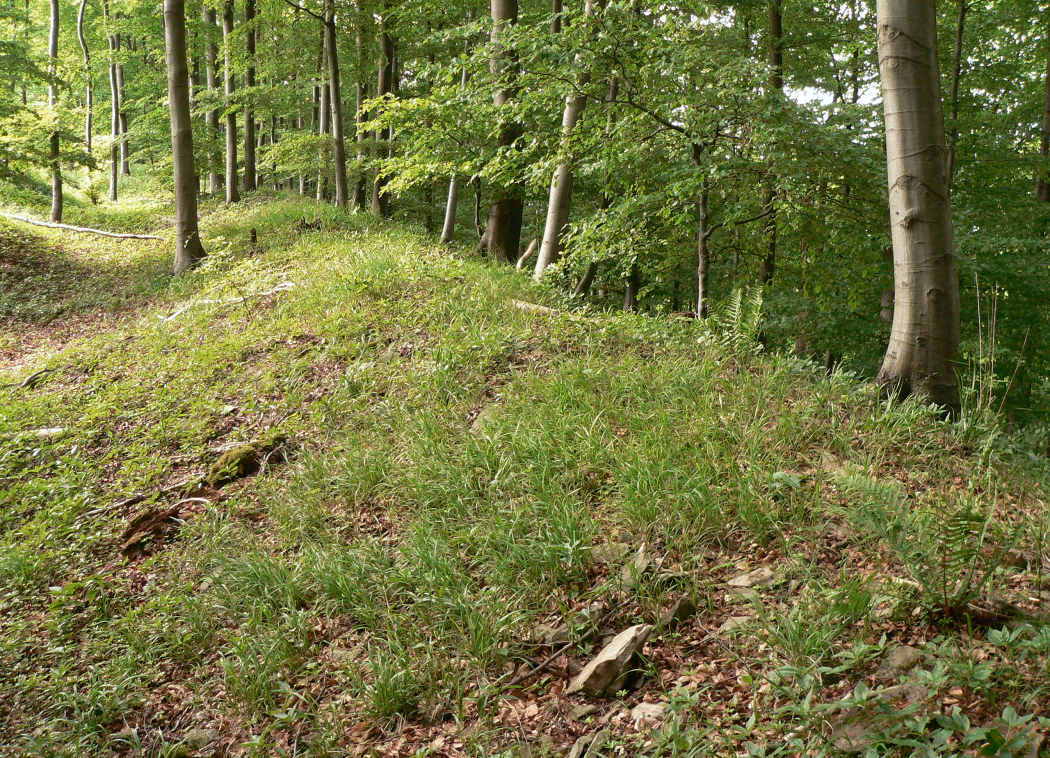
Wall der Amelungsburg, rechts abfallender Steilhang
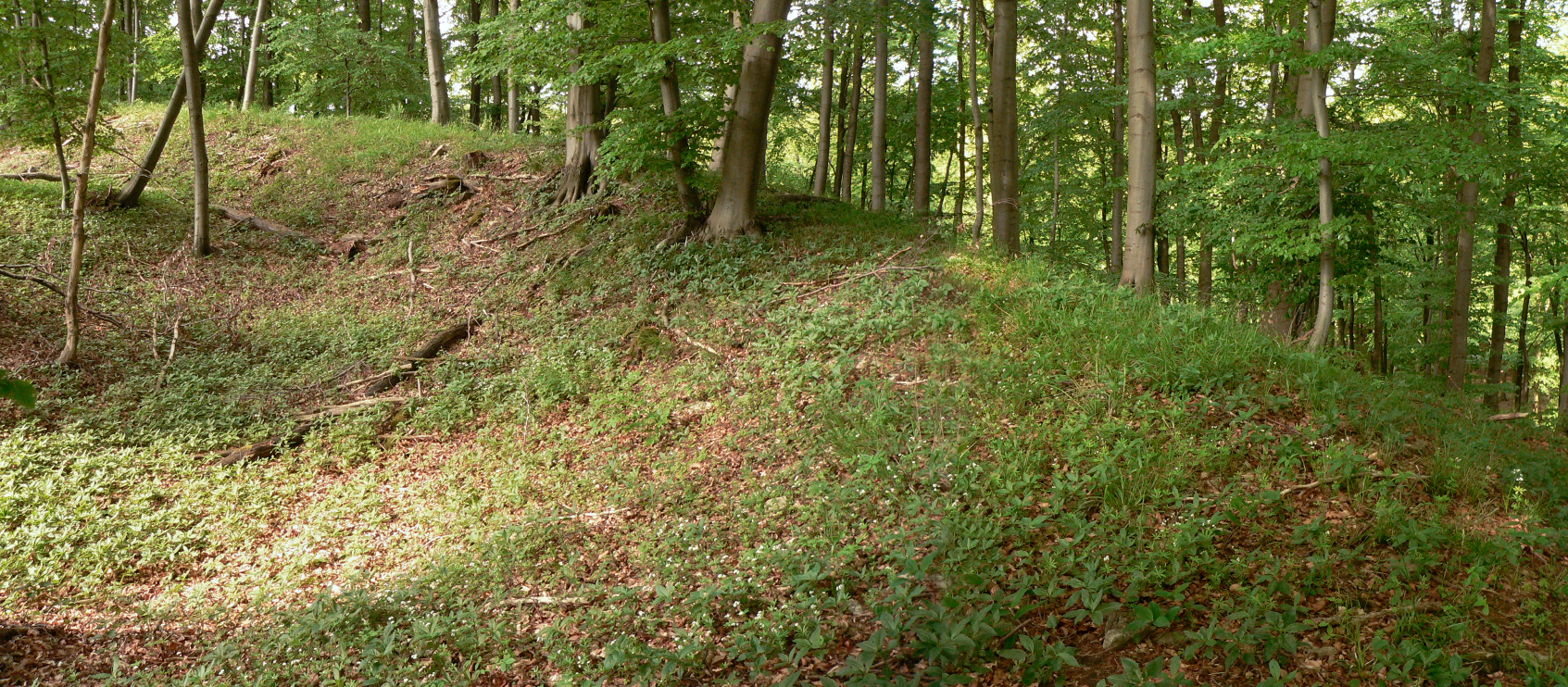
Wallecke

## Spuren eines möglichen Überfalls in der jüngeren Eisenzeit
Um das Jahr 2005 nahm das Niedersächsische Landesamt für Denkmalpflege umfangreiche Prospektionen auf dem Gelände der Amelungsburg vor. Das dabei geborgene Fundmaterial an latènezeitlichem Material konzentrierte sich in einem Bereich. Die Vielzahl der gefundenen Gegenstände sprach zunächst für eine Besiedlung der Befestigungsanlage, für die sich kein archäologischer Beleg finden ließ.
Der Archäologe Erhard Cosack entwickelte eine Theorie, wonach die Befestigung während der jüngeren Eisenzeit ebenso wie die Barenburg im Osterwald von Kelten überfallen  worden sei. Das ergibt sich aus Fundstücken, die auf dem Gelände in bewusst angelegten Depots vergraben wurden. Sie enthalten Inventare von Metall- und Holzhandwerkern sowie Metallgegenstände, wie Sicheln, Beile und Messer einer bäuerlichen Bevölkerung. Die Versteckfunde sprechen dafür, dass sich die Bevölkerung auf die Befestigungsanlage zurückgezogen hatte und ihr genügend Zeit vor einem Angriff blieb, ihre Wertgegenstände zu vergraben. Der Archäologe Erhard Cosack nimmt an, dass die Bevölkerung verschleppt wurde und ihre Eigentum deswegen nicht mehr bergen konnte. Einen Hinweis auf Kelten als Angreifer lieferte ein Hortfund im Oppidum von Manching. Er enthielt Teile von Gürteln und Fibeln, die von Form und Eigenheiten her mit Fundstücken der Barenburg und Amelungsburg übereinstimmen beim Fehlen von Vergleichsstücken in Süddeutschland.

## Schlacht am Süntel 782
Archäologische Funde und Befunde auf der Amelungsburg sowie der Barenburg könnten im Zusammenhang mit der 782 stattgefundenen Schlacht am Süntel stehen. Dazu zählen Fundstücke, wie Messer, Pfeile, Lanzenspitzen und Reitersporen. Archäologen deuten dies als Hinweise auf den Aufenthalt von sächsischen Truppen, die sich in beiden Fliehburgen gesammelt haben. Als weiteren Hinweis auf die Schlacht sehen Archäologen die Begräbnisse von zwei Reiterkriegern, die im Jahr 2001 in Sarstedt entdeckt wurden. Sie waren mit ihrer Ausrüstung in Form von Stoßlanze, Sax und Schild sowie Pferd in Kammergräbern bestattet. Beide Krieger weisen Spuren von tödlichen Verletzungen durch ein Loch im Schädel und das Fehlen eines Unterschenkels auf.